# Grève des femmes du 14 juin 2019 (Suisse)
Pour les articles homonymes, voir Grève des femmes.
La grève des femmes*/ grève féministe du 14 juin 2019 (en allemand Frauen*streik / feministischer Streik, en italien sciopero femminista e delle donne*) est une grève féministe nationale ayant eu lieu en Suisse le 14 juin 2019, soit vingt-huit ans après la grève des femmes du 14 juin 1991 (régulièrement reconduite),,.
La mobilisation de 2019 est née en partie sous l'impulsion des syndicats, en réponse à la révision adoptée en 2018 de la loi fédérale suisse sur l’égalité entre femmes et hommes de 1996, révision qui ne prévoit aucune sanction concernant le non-respect de l'égalité salariale.

## Contexte
La grève du 14 juin 2019 s'inscrit dans le mouvement de lutte pour l’égalité des sexes en Suisse :
- 1928 et 1958 : exposition suisse du travail des femmes (en allemand Schweizerische Ausstellung für Frauenarbeit, SAFFA).
- 1959 : introduction du droit de vote des femmes dans les cantons de Vaud, puis Neuchatel, malgré un refus en votation au niveau fédéral.
- 1971 : inscription du droit de vote des femmes dans la Constitution fédérale.
- 1981 : le 14 juin, inscription de l'égalité entre les femmes et les hommes dans la Constitution fédérale.
- 1991 : grève des femmes du 14 juin 1991[10].
- 1996 : loi sur l'égalité entre hommes et femmes.
- 2002 : dépénalisation de l'avortement jusqu'à la 12e semaine de grossesse.
- 2005 : congé maternité.

Elle s'inscrit également dans un renouveau des mobilisations et des mouvements féministes à l'internationale tels que la marche des femmes de 2017 aux États-Unis, la grève féministe de 2018 en Espagne ou le mouvement #MeToo,.

### Inégalités de genre en Suisse en 2019
Des inégalités existent dans plusieurs domaines notamment :

#### Salaires
Selon l'Office fédéral de la statistique, en 2018 l'écart entre le salaire moyen des hommes et des femmes et de 19%. Une partie de cet écart s'explique par des facteurs structurels tels que la position professionnelle, le nombre d'années de service ou la formation, mais 45,4% de cet écart est inexpliqué. L'écart entre le salaire médian des hommes et des femmes est lui de 11,5%.

#### Travail domestique
Selon l'Office fédéral de la statistique, en 2016 les femmes consacrent 28 heures au travail domestique contre 18 pour les hommes. Cette différence s'explique en grande partie par la répartition des taches à l'intérieur des ménages avec enfant. Elle a notamment pour conséquence un plus grand taux de pauvreté chez les femmes (8,5%) que chez les hommes (6,5%).

#### Violences sexuelles
Selon un sondage de gfs.bern de 2019, en Suisse 22% des femmes de 16 ans et plus ont déjà subi des actes sexuels non consentis et 12% des rapports sexuels contre leur volonté.

## Revendications
L'« appel de Bienne pour une grève féministe et des femmes*» invite à manifester pour réclamer, entre autres,:
- L'égalité salariale, car à poste de travail égal, les femmes touchent toujours un salaire inférieur à celui des hommes[13].
- La reconnaissance du travail domestique, notamment les soins apportés aux enfants ou aux personnes âgées, qui n'est pas intégré dans le modèle économique suisse ; temps de travail non rémunéré qui n'est pas partagé équitablement entre les sexes en Suisse[14].
- Le respect, parce que les femmes sont, en Suisse, trop souvent victimes de violence domestique et de harcèlement dans la rue ou sur leur lieu de travail.

Le slogan de campagne affiché sur le site web déclare : « Égalité. Point final ! » (en allemand : Gleichberechtigung. Punkt. Schluss!).

## Organisation
La grève féministe a été organisée par un ensemble de collectifs (cantonaux, régionaux, locaux) coordonnés au niveau suisse et romand.

## Déroulement

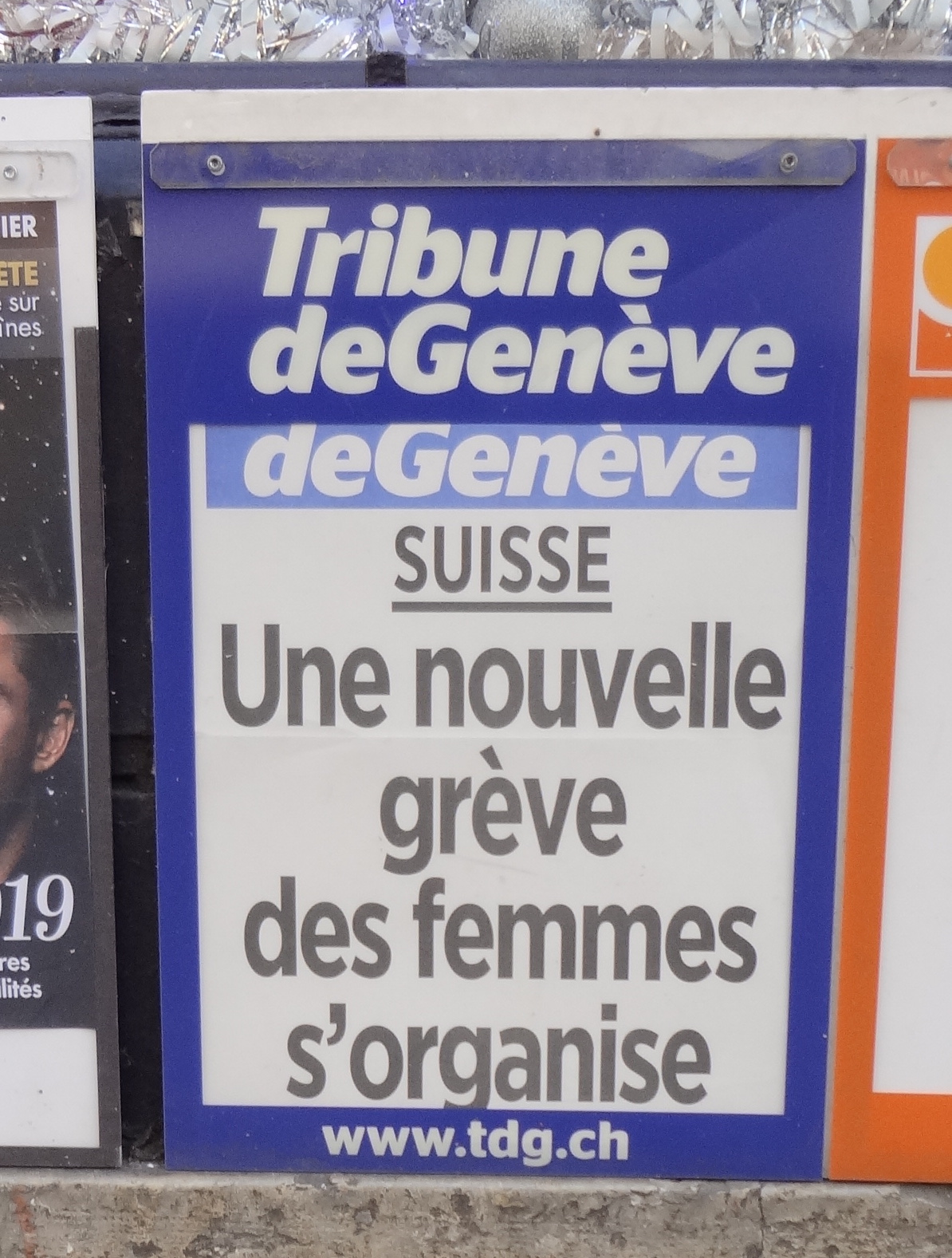
Manchette de la Tribune de Genève, en décembre 2018.

### Avant le14 juin
En janvier 2018, le Congrès des femmes de l’Union Syndicale Suisse vote une résolution envisageant une nouvelle grève des femmes* en 2019. À la suite de cette résolution et de l’initiative d’un collectif de femmes, le 2 juin 2018 se tiennent à Lausanne des Assises féministes : le principe d’une grève des femmes*/féministe est approuvé. À partir de ce jour commence une année d’action féministe, qui culminera le 14 juin 2019.
Le 22 septembre 2018, 20 000 personnes manifestent à Berne pour l'égalité salariale entre hommes et femmes et contre les discriminations.
Le 14 janvier 2019, les organisatrices de la grève féministe du 14 juin publient un manifeste explicitant en dix-neuf points les raisons de la grève.

### Le14 juin
La manifestation a pris des formes diverses selon les villes et les cantons. Deux moments unitaires sont toutefois fixés : à 11 h, l'appel à la grève est lu dans les différentes villes suisses ; à 15 h 24 les femmes sont invitées à quitter leurs lieux de travail ou leurs domiciles pour se réunir, cette heure correspond au moment de la journée à partir duquel les femmes ne sont plus payées, en se basant sur les différences de salaire calculées par l'Office fédéral de la statistique et sur un horaire de travail classique de huit heures. À Berne, les députés interrompent  leur séance pendant un quart d'heure en soutien symbolique, une majorité des parlementaires rejoignent les manifestantes sur la Place fédérale.

### Estimation du nombre de personnes participantes
Il n'y a pas de bilan officiel de la mobilisation au niveau national et les chiffres de la participation à la grève ont fait l'objet de controverses,. L'Union syndicale suisse avance le chiffre de 500 000 personnes ayant pris part à cette journée de grève. Les grévistes dénoncent la sous-évaluation de la participation par les autorités, qui revoient finalement à la hausse leurs estimations pour plusieurs grandes villes, telles que Genève ou Zurich,. La presse retiendra le chiffre d'un demi-million de personnes,,,,. Les estimations pour les principales villes de Suisse sont les suivantes, :
- Aarau : 3 000 personnes[28]
- Bâle : 40 000 personnes
- Berne : 50 000 personnes
- Delémont : 4 000 personnes
- Fribourg : 12 000 personnes
- Genève : d'abord annoncé entre 15 000 et 20 000 personnes[29], puis arrêté à 20 000 personnes pour la police[22] et, pour les grévistes, entre 30 000[30],[22],[21] et 75 000 selon un algorithme statistique développé par le laboratoire d'intelligence visuelle pour les transports (VITA) de l'EPFL à partir des images fournies par le media Heidi.news[31]
- Lausanne : 40 000 personnes selon la police, 60 000 selon les organisatrices[22],[21]
- Neuchâtel : 5 000 personnes
- Sion : 12 000 personnes
- Saint-Gall : 4 000 personnes[28]
- Zurich : 70 000 personnes selon le premier chiffre avancé par la police, corrigé ensuite à 160 000[22]

## Influence
Lors des élections fédérales de 2019, la proportion de femmes élues au Conseil national atteint un niveau historique à 42 % (contre 32 % en 2015). Les deux partis avec plus de la moitié de femmes dans leur délégation élue sont le Parti socialiste à 62 % et Les Verts à 61 % ; les Vert'libéraux sont à 50 %, le PLR à 34 %, le PDC à 28 % et l’UDC à 25 % de femmes.
À la suite de la mobilisation le parlement introduit un congé paternité de deux semaines (contre un jour précédemment), le texte, combattu par un référendum porté par l'UDC et quelques membres des jeunes PLR et PDC, est finalement accepté en votation le 28 septembre 2020 par 60.3% des votants avant d'entrer en vigueur le 1er janvier 2021. Si la secrétaire centrale de l’USS Regula Bühlmann reconnaît «un petit succès» elle estime toutefois que la décision ne va pas assez loin la Suisse restant en retard par rapport à la moyenne des pays de l’OCDE.
La grève est reconduite le 14 juin en 2020 malgré la pandémie, puis en 2021, 2022, et 2023, imposant la date comme une journée d'actions nationales et transformant durablement le paysage féministe suisse.

## Galerie

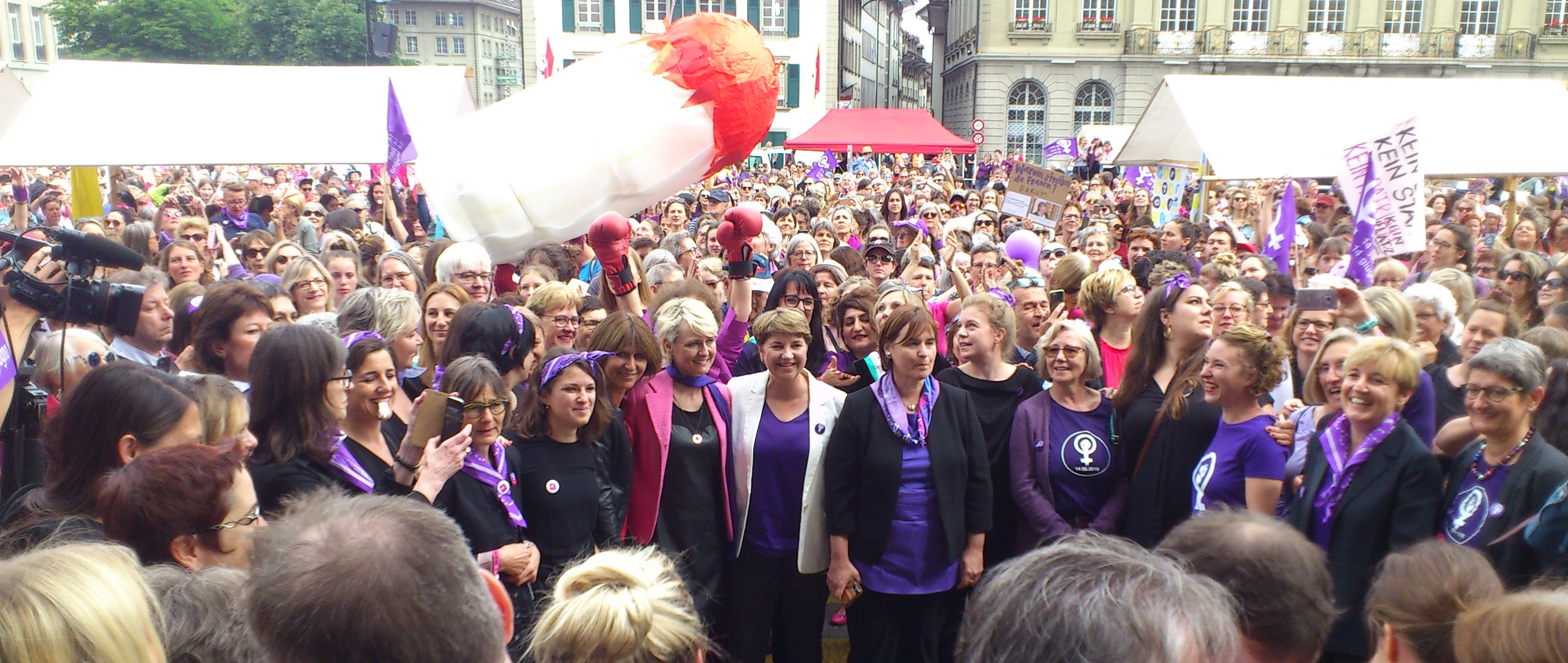
La conseillère fédérale Viola Amherd (veste blanche), la présidente de Conseil national Marina Carobbio Guscetti (à droite) et la vice-présidente du Conseil national Isabelle Moret.
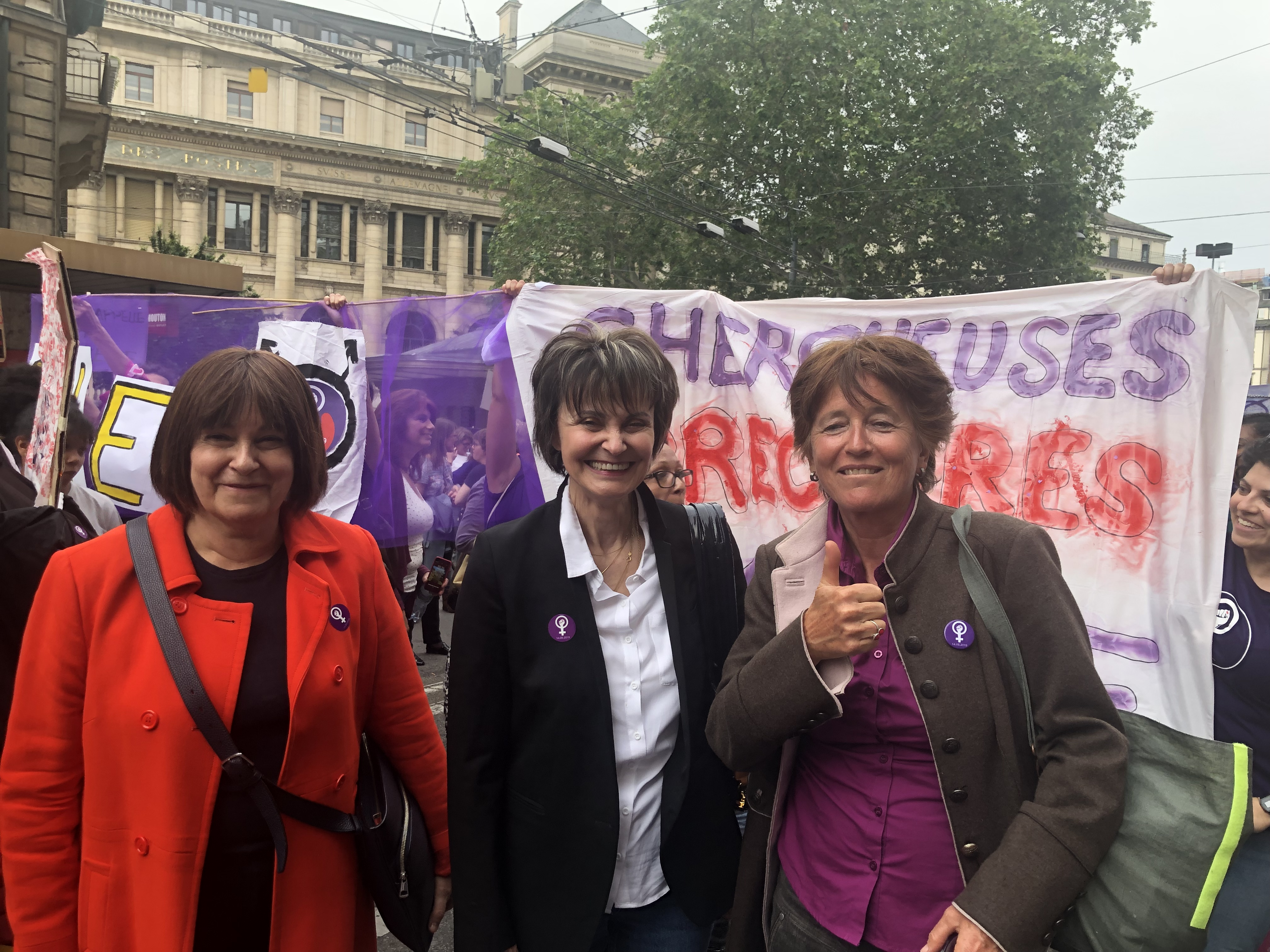
L'ancienne conseillère fédérale Micheline Calmy-Rey avec Ariane Laroux, Franceline Dupanloup et les chercheuses de l'Université de Genève
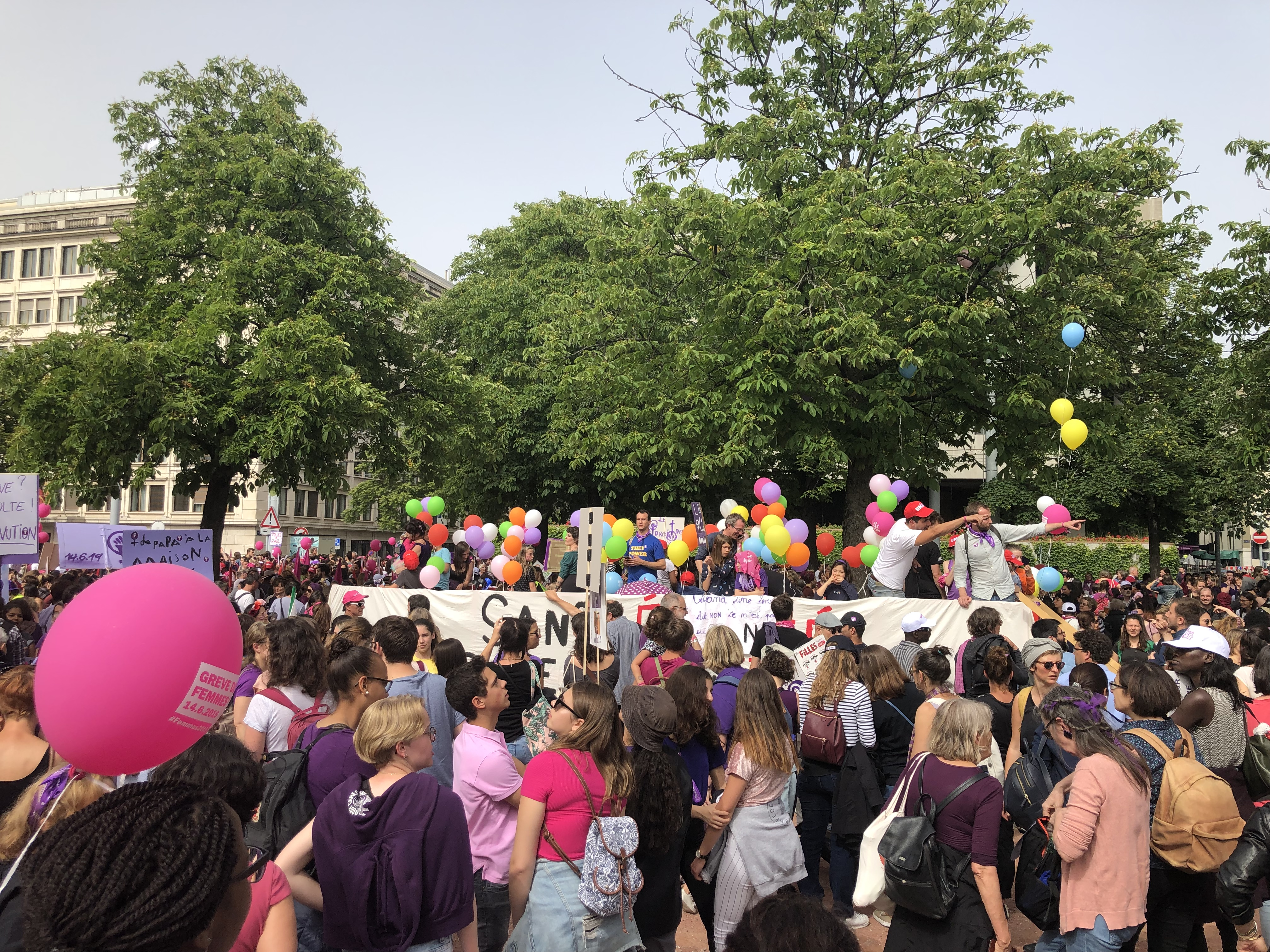
Le char des enfants gardés par les hommes solidaires, Plaine de Plainpalais, Genève.
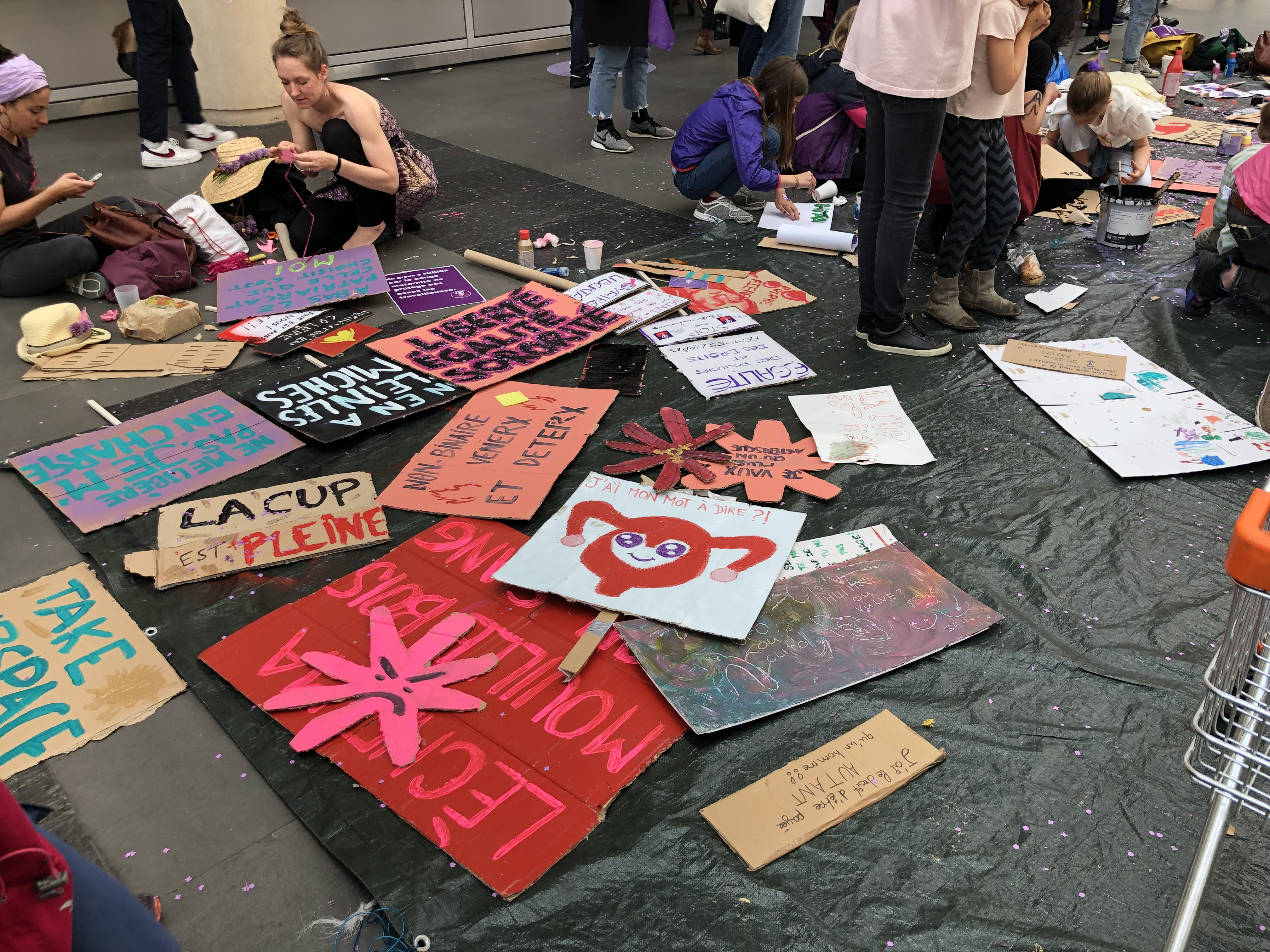
Atelier pancarte à l’Université de Genève.
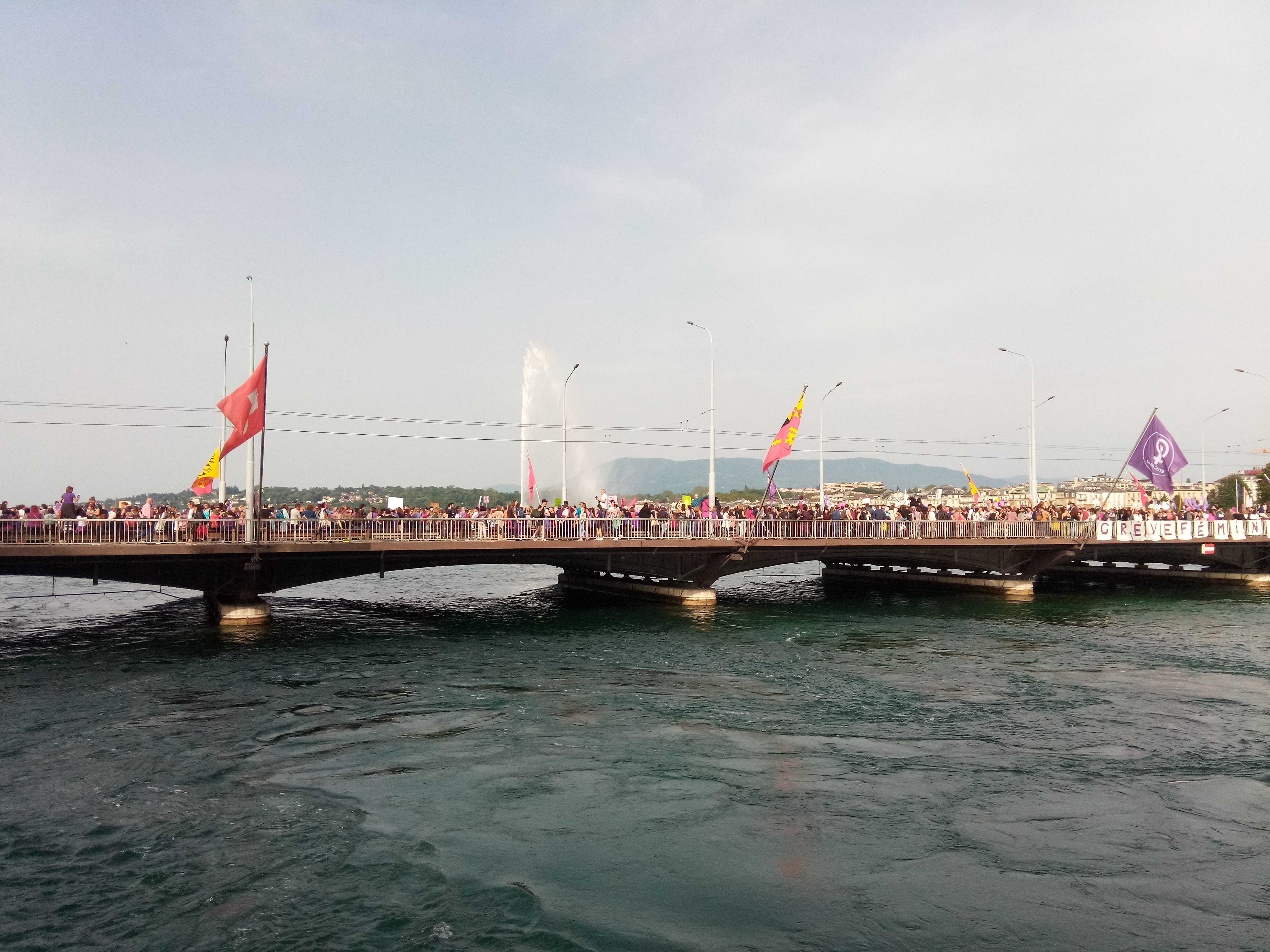
Pont du Mont-Blanc, Genève.
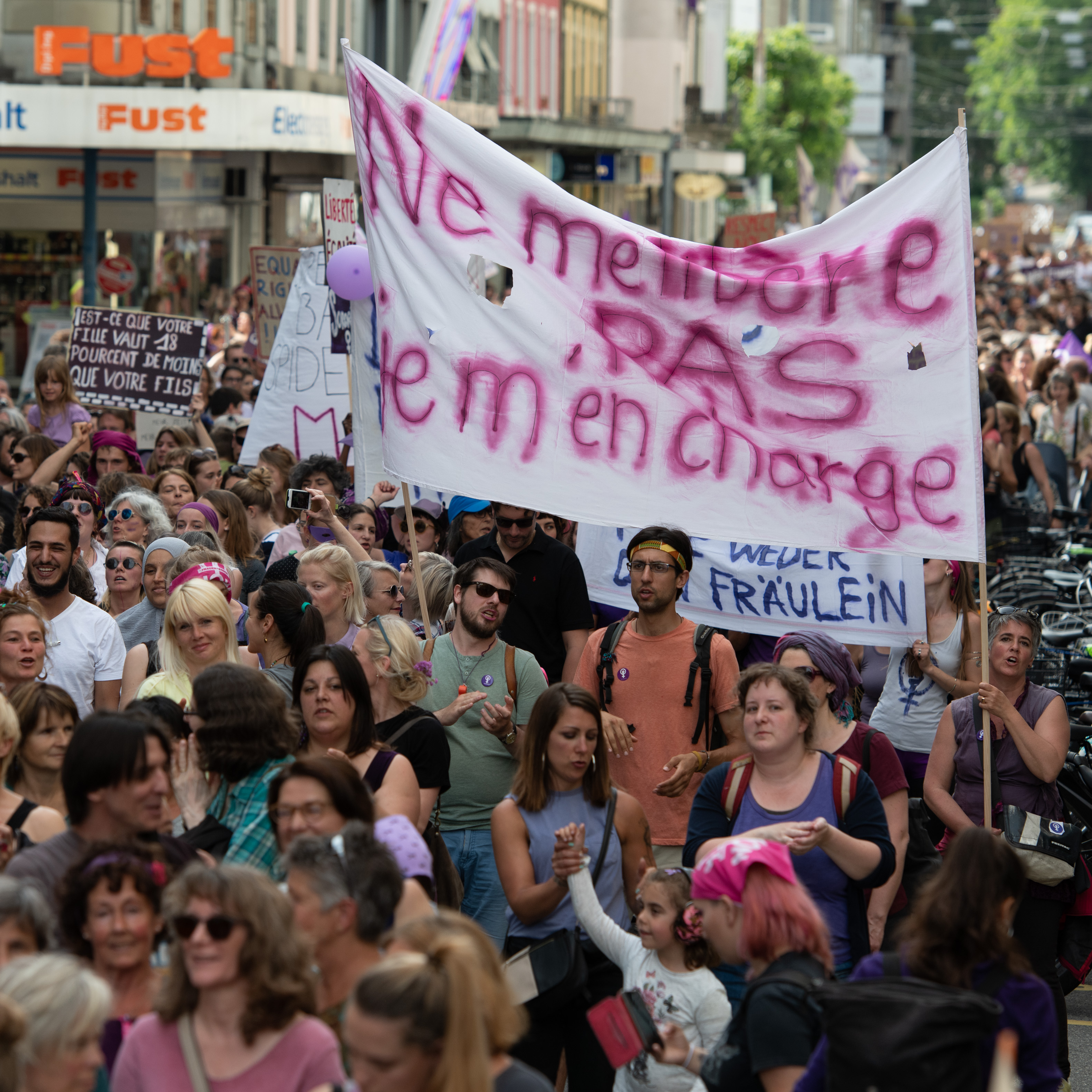
Rue Centrale à Bienne
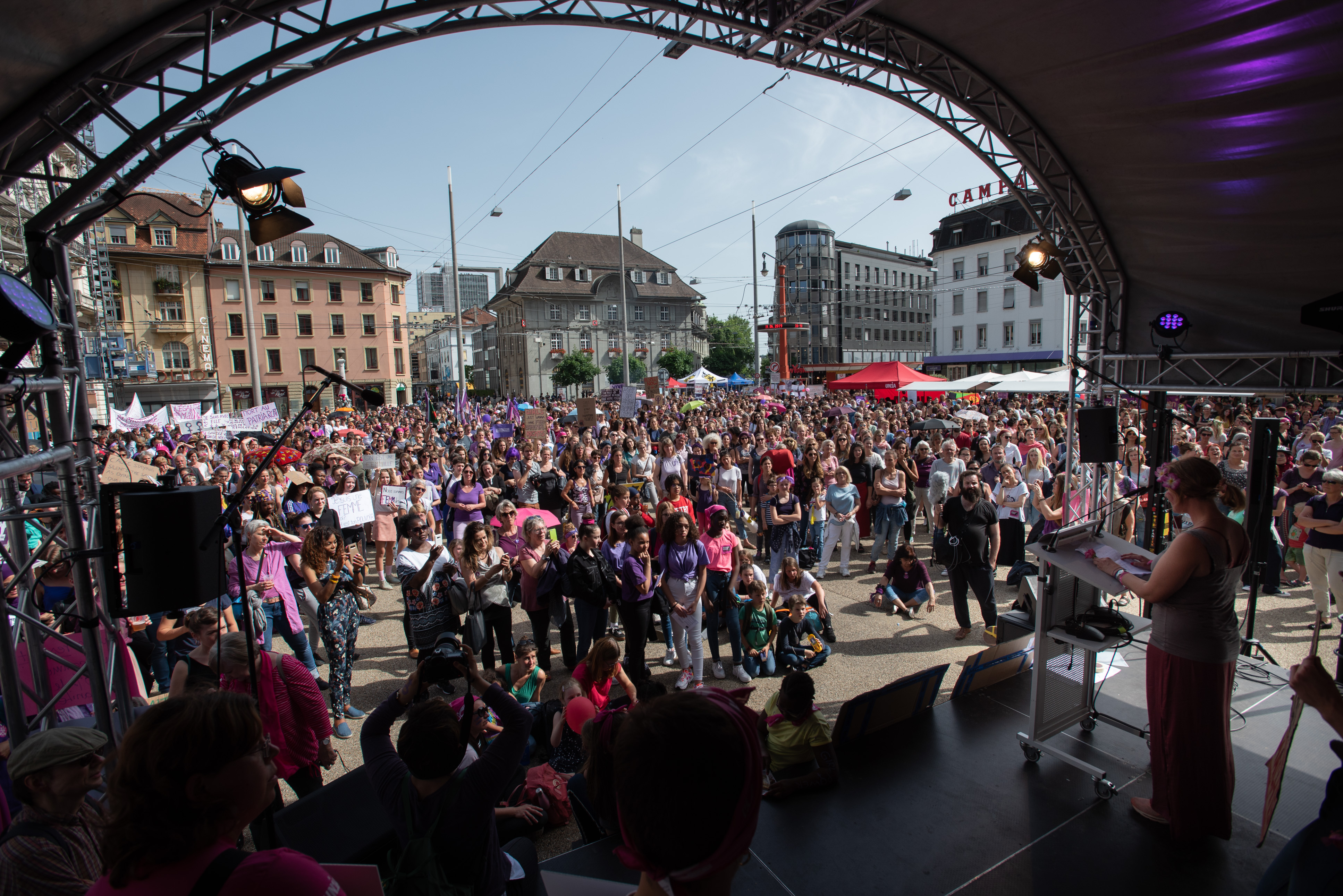
Place Centrale à Bienne
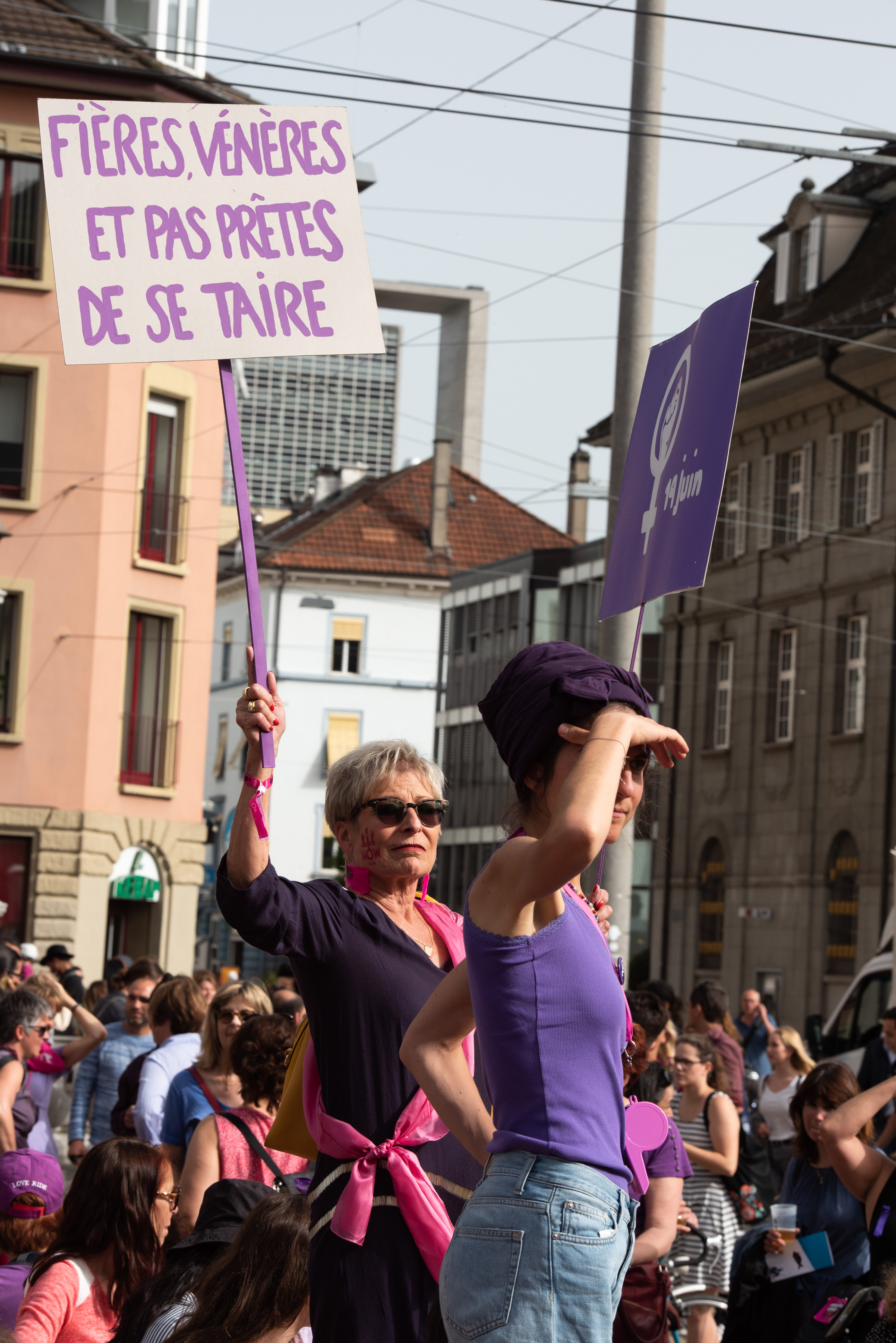
Revendications à Bienne
- Slogan des Grèves féministes «On est fortes et fièr·e·s et féministes et en colère»